# Tautavel
Tautavel (în catalană Talteüll) este o comună în departamentul Pyrénées-Orientales din sudul Franței. În 2009 avea o populație de 928 de locuitori.

## Evoluția populației
| An        | 1975 | 1982 | 1990 | 1999 | 2006 | 2009 |
| --------- | ---- | ---- | ---- | ---- | ---- | ---- |
| Populație | 776  | 654  | 738  | 851  | 897  | 928  |